# グレート・ウェスタン鉄道2600形蒸気機関車
グレート・ウェスタン鉄道2600形蒸気機関車（2600 Class）はイギリスのグレート・ウェスタン鉄道（GWR）が製造したテンダー式蒸気機関車の1形式である。軸配置は（2-6-0）。
各車の固有名から、アバーディア級 (Aberdare Class) と通称される。貨物用機関車で1900年から1907年の間に建造され、アバデアとスウィンドン間の石炭列車の運搬に使用された。

## 概要
このクラスは1900年にプロトタイプ番号33で始まり、1912年に2600に番号が付け直された。残りは2601-2680に番号が付けられ、1901年から1907年の間に建造された。

## イギリス国鉄
イギリス国鉄は1948年に2612/20/3/43/51/5/6/62/5/7/9/80の機関車を所有していた。 1948年8月31日までに、4台だけが残った（2620、2651、2655、2667）。

## 廃車
これらは1934年以降に廃車となった。いくつかは第二次世界大戦のために猶予されたが、すべては1949年までに廃車され、どれも保存のために残っていない。

### 文献
- Nock, O.S.（英語）『Great locomotives of the GWR [GWRの偉大な機関車]』1990年。ISBN 9781852601577。
- Banks, Chris（英語）『British Railways Locomotives 1948 [イギリス鉄道機関車 1948]』1990年。ISBN 9780860934660。